# シエルヴォ奈良
シエルヴォ奈良（CIERVO-NARA）は、奈良県を本拠地として活動する自転車ロードレースチームである。運営は株式会社奈良サイクルプロジェクト。2011年より全日本実業団「Jプロツアー」のライセンスを取得。

## 概要
2010年結成。
初年度は辻貴光を中心に奈良県を基盤とした地域密着型チームとして活動を開始する。
「シエルヴォ（Ciervo）」はスペイン語で「牡鹿」を意味する。
2011シーズンはトップチーム「CIERVO NARA PRO CYCLING TEAM」が実業団プロツアーに、下部チームの「CIERVO NARA」が実業団エリートツアーに参戦。
2011年で初戦の舞洲クリテリウムにて澤田賢匠が優勝、チームにJプロツアー初勝利をもたらす。
2012年シーズン限りで監督・選手が全員退団、残ったスタッフでチームを引き継ぎ、ほぼ新規のチームに変わる。
2013年、UCIコンチネンタルチーム登録。UCIコードは「CRV」。

## 選手
（2017年シーズン）
プロツアーチーム
- 第1プレーイングマネージャー　山本雅道
- 第2プレーイングマネージャー　小渡健悟
- キャプテン　西沢倭義
- 若杉圭介
- 大中巧基
- 小西優大
- 吉田海李
- 金子智哉（早稲田大学より加入）
- 小林和希（明治大学より加入）
- 重田兼吾（順天堂大学より加入）

（2015年シーズン）
プロツアーチーム
- キャプテン　山下貴宏
- コーチ兼選手　小渡健悟
- フラヴィオ・ヴァルセッキ
- 若杉佳祐
- 西沢倭義
- 大中巧基
- 大塚航
- 小西優大(岩井商会レーシングより加入)
- 中川智(エルドラートより加入)
- 清水孝将(ユーラシアより加入)
- 吉田海李(日本大学より加入)

（2014年シーズン）
プロツアーチーム
- キャプテン　栂尾大知
- 井上人志
- 若杉圭佑
- 西沢倭義
- 大中巧基
- 日隈優輔（但し、エリートツアー監督選手兼任）
- 山下貴宏（チーム右京）
- 豊田勝徳（チームAVEL）
- 田典幸（エスポワールアジア）
- 大谷一弘（チームAVEL）
- 根井悟（奈良北高校出身、大阪教育大在学中）

（2013年シーズン）
- プロツアーチーム
- キャプテン　栂尾大知
- 浜頭恭
- 青木誠
- 日隈優輔
- 松本真介
- 今西強
- 井上人志
- 西沢倭義　明治大学4年生
- 箭内優大　法政大学4年生
- 福田大二郎　法政大学4年生
- 金井誠人　明治大学3年生

エリートツアーチーム
- 一色寛之
- 伊藤隆久
- 三明頼知

フェミニンチーム
- 武友麻衣（トライアスロン）

（2012年シーズン）
プロツアーチーム
- 辻貴光（監督兼任）
- 岡崎陽介
- 澤田賢匠
- 日置大介（チームMASSAより移籍）
- 中西重智（龍谷大学より移籍）
- 前園浩平（立命館大学在籍）
- 河賀雄大（立命館大学在籍）

エリートツアーチーム
- 桑澤雄一（下部チーム監督兼任）
- 一色寛之
- 伊藤隆久
- 岡島大輔
- 三明頼知

フェミニンチーム
- 武友麻衣